# Breti
Breti (gruz. ბრეთი) – wieś w Gruzji, w regionie Wewnętrzna Kartlia, w gminie Kareli. W 2014 roku liczyła 899 mieszkańców.